# 擬鱗鮋屬
擬鱗鮋屬，又名赤鮋屬，是鲉形目鮋亞目的一個海水鱼类，舊歸鲉科，今歸入從鮋科獨立出來的真裸皮鮋科。旗下包含四個品種，分別如下：
- 長棘擬鱗鮋[2]Paracentropogon longispinis (Cuvier, 1829)
- 紅鰭擬鱗鮋 Paracentropogon rubripinnis (Temminck & Schlegel, 1843)
- 斑鰭擬鱗鮋(Paracentropogon vespa) Ogilby, 1910
- 帶紋擬鱗鮋(Paracentropogon zonatus) (Weber, 1913)

有其他分類的赤鮋屬還包括棱鬚蓑鮋（Hypodytes carinatus），但其他分類則把這物種獨立出來成為鬚蓑鮋屬（Apistus ）。